# Rzyki

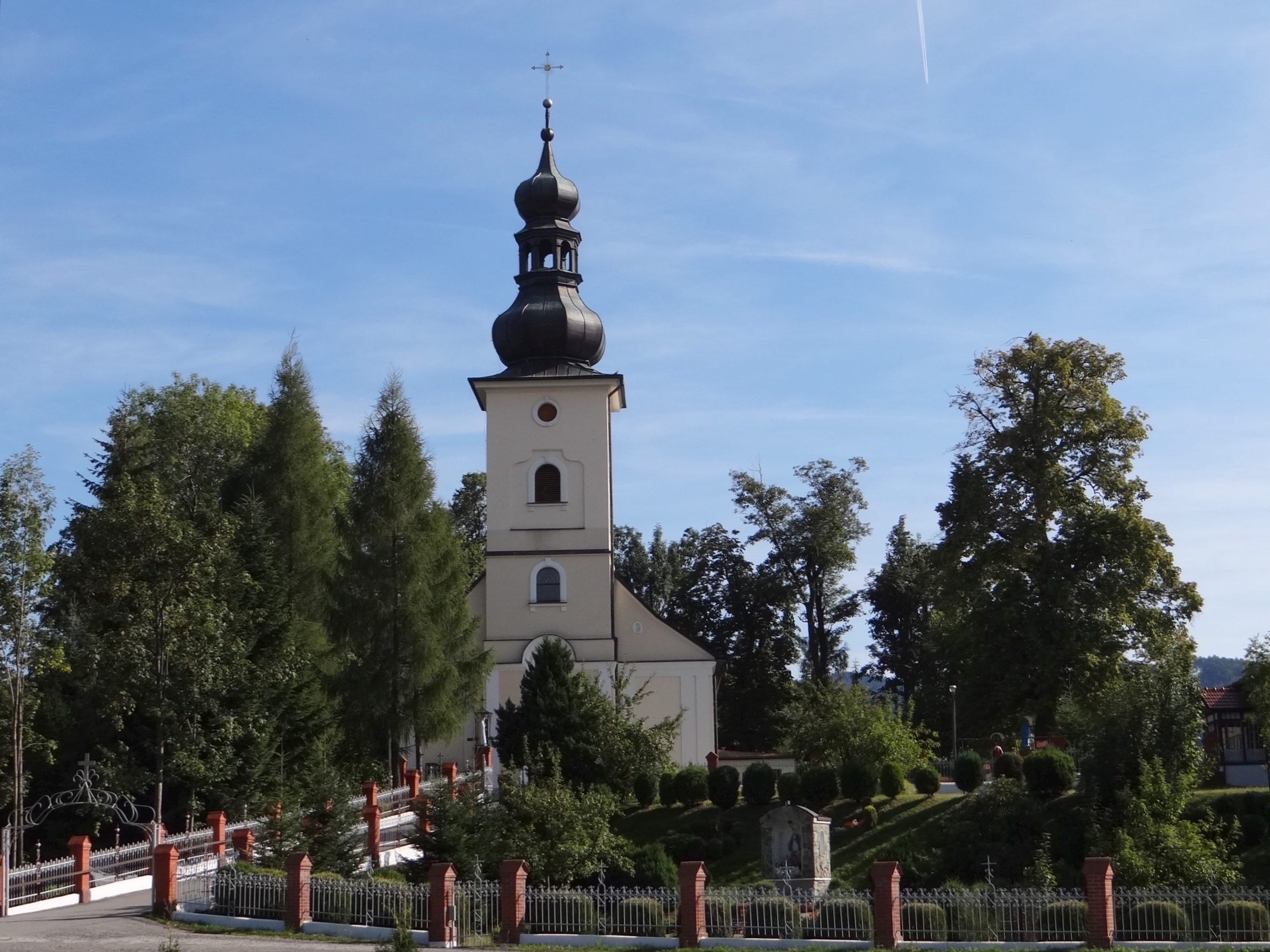
Pfarrkirche

Rzyki ist ein Dorf im Powiat Wadowicki in Polen in der Wojewodschaft Kleinpolen. Es liegt etwa sieben Kilometer südöstlich von Andrychów, zwölf Kilometer südwestlich von Wadowice am Fuß des Berges Leskowiec (922 m ü. NN) in den Kleinen Beskiden inmitten mehrerer Nationalparks.

## Geschichte
Die erste Erwähnung des Ortes datiert auf das Jahr 1560. Die ersten Bewohner werden der Ethnie der Goralen zugerechnet, die aus den Karpaten eingewandert sind. In historischer Zeit verdingten sich die Bewohner mit der Produktion von Holzschindeln. Im 18. Jahrhundert kamen Weberei und Glasherstellung hinzu.

## Sehenswürdigkeiten
Sehenswert sind die circa 1800 erbaute hölzerne Pfarrkirche St. Jakuba sowie eine mehr als mannshohe Statue von Papst Johannes Paul II.

## Tourismus
Rzyki lebt zum großen Teil vom Tourismus. Ein Naturschutzgebiet (Rezerwat przyrody Madohora) und die Kleinen Beskiden geben eine reizvolle Umgebung ab. Zahlreiche Ferienwohnungen sind vorhanden. Beliebt ist es bei Mountainbikern, denen, neben wilden Wegen, auch eine fünf Kilometer lange Piste zur Verfügung steht. Ansonsten sorgen weitere 400 km Radwege in der Umgebung für ausreichend Platz.